# Edmund Ferrers, 6. Baron Ferrers of Chartley

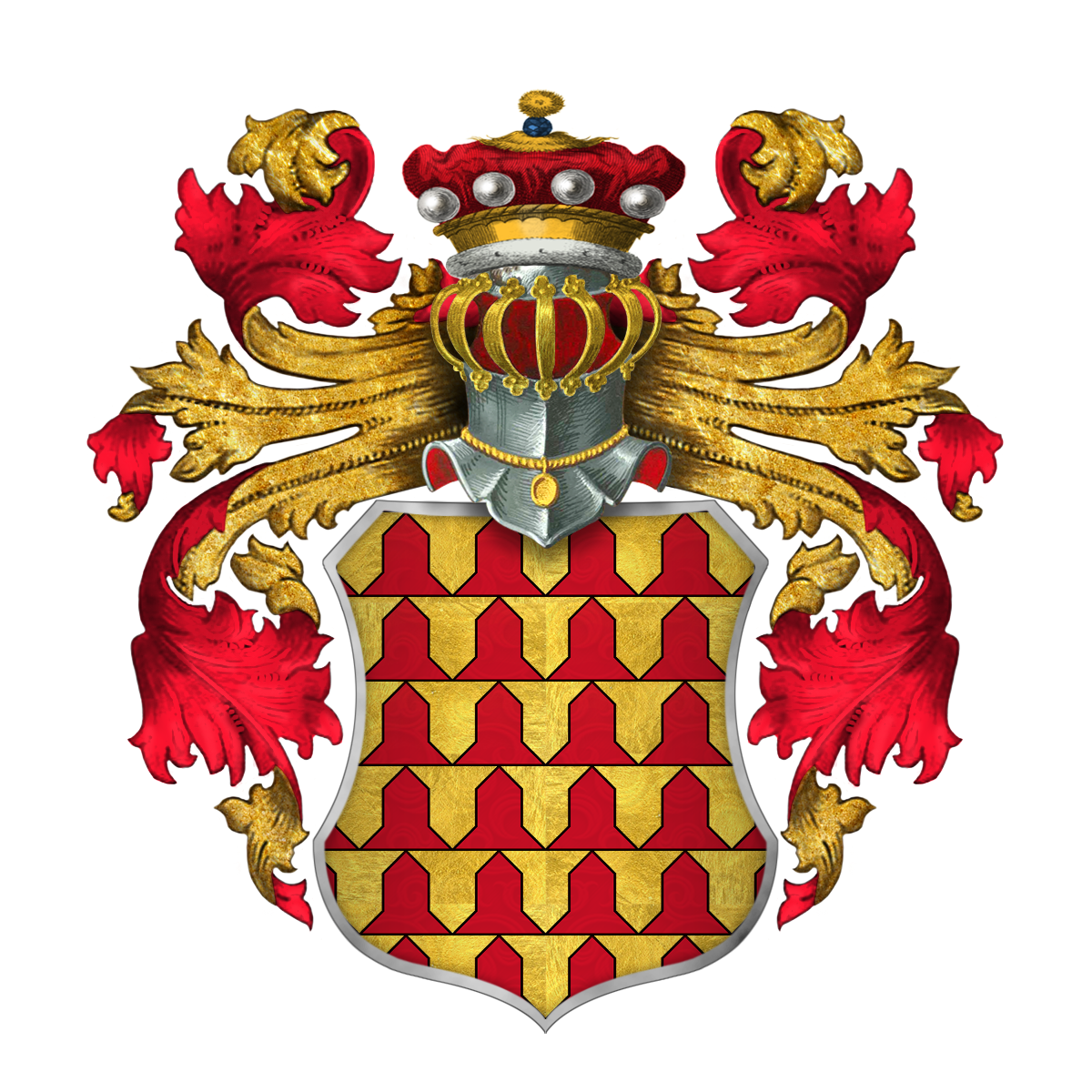
Wappen der Familie Ferrers of Chartley

Edmund Ferrers, 6. Baron Ferrers of Chartley (auch Edmund de Ferrers; nach anderer Zählung auch Edmund Ferrers, 5. Baron Ferrers of Chartley) (* um 1386; † 17. Dezember 1435) war ein englischer Adliger und Militär.
Edmund Ferrers entstammte der alten englischen Adelsfamilie Ferrers. Er war der älteste Sohn von Robert Ferrers, 5. Baron Ferrers of Chartley und von dessen zweiten Frau Margaret le Despenser. Nach dem Tod seines Vaters 1413 erbte er dessen Besitzungen und den Titel Baron Ferrers of Chartley, wurde jedoch nie in ein Parlament berufen. Nachdem er sein Erbe angetreten hatte, wurde er in eine Fehde mit Sir Hugh Erdeswick, einem seiner Nachbarn in Staffordshire verwickelt, die nur durch Intervention von König Heinrich V. beendet werden konnte. Ein Teil der Strafe, die ihm der König auferlegte, war die Teilnahme am Feldzug des Königs nach Frankreich 1415. Dabei zeichnete sich Ferrers in der Schlacht von Azincourt aus und kämpfte in den nächsten Jahren weiter in Frankreich. Nach dem Tod von Heinrich V. 1422 kehrte er nach England zurück.
Ferrers heiratete Ellen Roche, die zweite Tochter von Thomas Roche und dessen Frau Birmingham. Da sein Schwiegervater keine überlebenden männlichen Nachkommen hatte, erbte seine Frau einen Teil der Besitzungen ihres Vaters, darunter Bromwich Castle in Warwickshire. Mit seiner Frau hatte Ferrers mehrere Kinder, darunter:
- William Ferrers, 7. Baron Ferrers of Chartley (1412–1450)
- Edmund Ferrers (* um 1429)
- Joan Ferrers ⚭ John Clinton, 5. Baron Clinton

Nach seinem Tod heiratete seine Witwe in zweiter Ehe Sir Philip Chetwynd aus Ingestre in Staffordshire. Sein Erbe wurde sein ältester Sohn William.